# Кара-Мурза, Сергей Георгиевич
Серге́й Гео́ргиевич Кара́-Мурза́ (род. 23 января 1939, Москва) — советский и российский учёный-химик; публицист, автор работ по истории СССР, теоретик науки, социолог. Доктор химических наук, профессор. Главный научный сотрудник Института социально-политических исследований РАН.
С 1968 года занимался методологией науки, а потом системным анализом. Член Союза писателей России. Член Экспертного совета «Политического журнала». Заведующий отделом комплексных проблем развития науки Российского исследовательского института экономики, политики и права в сфере науки и техники. Область научных интересов: исследование кризисов, науковедение. Автор книг «Манипуляция сознанием», «Демонтаж народа», «Потерянный разум», «Советская цивилизация».

## Биография

### Происхождение
Сергей Георгиевич Кара-Мурза родился в семье советского китаеведа — Георгия Сергеевича Кара-Мурзы. По национальности русский. В начале Великой Отечественной войны отец ушёл добровольцем на фронт, а семья вместе с Сергеем была эвакуирована в Казахстан.

### Образование
В 1956—1961 годах учился на химическом факультете МГУ им. М. В. Ломоносова, после окончания которого занимался научной деятельностью как химик.
В 1961—1968 годах — аспирант и сотрудник Института химии природных соединений АН СССР, затем Института органической химии АН СССР, в котором в 1966 году защитил диссертацию на соискание учёной степени кандидата химических наук по теме «Исследование структуры группового вещества крови А».
Свободно владеет испанским языком.

### Профессиональная деятельность
В 1966—1968 и 1970—1972 годах был командирован и работал на Кубе. После работы на Кубе перешёл в гуманитарную сферу и стал изучать вопросы научной политики.
В 1968—1990 годах работал сотрудником, руководителем отдела, заместителем директора Института истории естествознания и техники АН СССР. В 1983 году в этом институте защитил докторскую диссертацию по истории и методологии науки и техники. Тема диссертации — «Роль исследовательских методов в формировании современной органической химии и биохимии».
В годы перестройки был привлечён к анализу систем, выходящих за рамки науки.
В 1986—1991 годах входил в группы экспертов ЦК КПСС по организации науки. В 1988 году получил звание профессора.
Читал лекции в университетах Испании (1988—1996), в 1989—1990 годах работал приглашённым профессором университета Сарагосы.
В 1990—2000 годах работал главным научным сотрудником, начальником сектора устойчивого развития аналитического центра по научной и промышленной политике Министерства науки и промышленности Российской Федерации (АН СССР, Госпромкома, РАН).
В 1992 году сотрудник Аналитического центра РАН по проблемам социально-экономического и научно-технического развития.
В 2004 году — начальник сектора устойчивого развития аналитического центра Министерства науки и промышленности Российской Федерации.

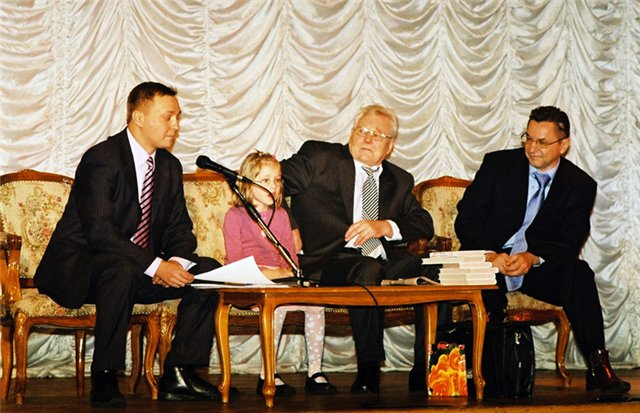
Кара-Мурза, 24 января 2009 года, Центральный дом литератора, Москва.

В 2005 году — начальник сектора общих проблем устойчивого развития Российского исследовательского института экономики, политики и права в научно-технической сфере. В этом качестве 25 октября 2005 года с докладом «Социокультурный код российской цивилизации. Технологии сборки и демонтажа народов» участвовал в конференции «Духовные основы российской цивилизации: горизонты третьего тысячелетия», организованной Российским фондом развития высоких технологий совместно с Институтом философии РАН и Институтом рефлексивных процессов и управления.

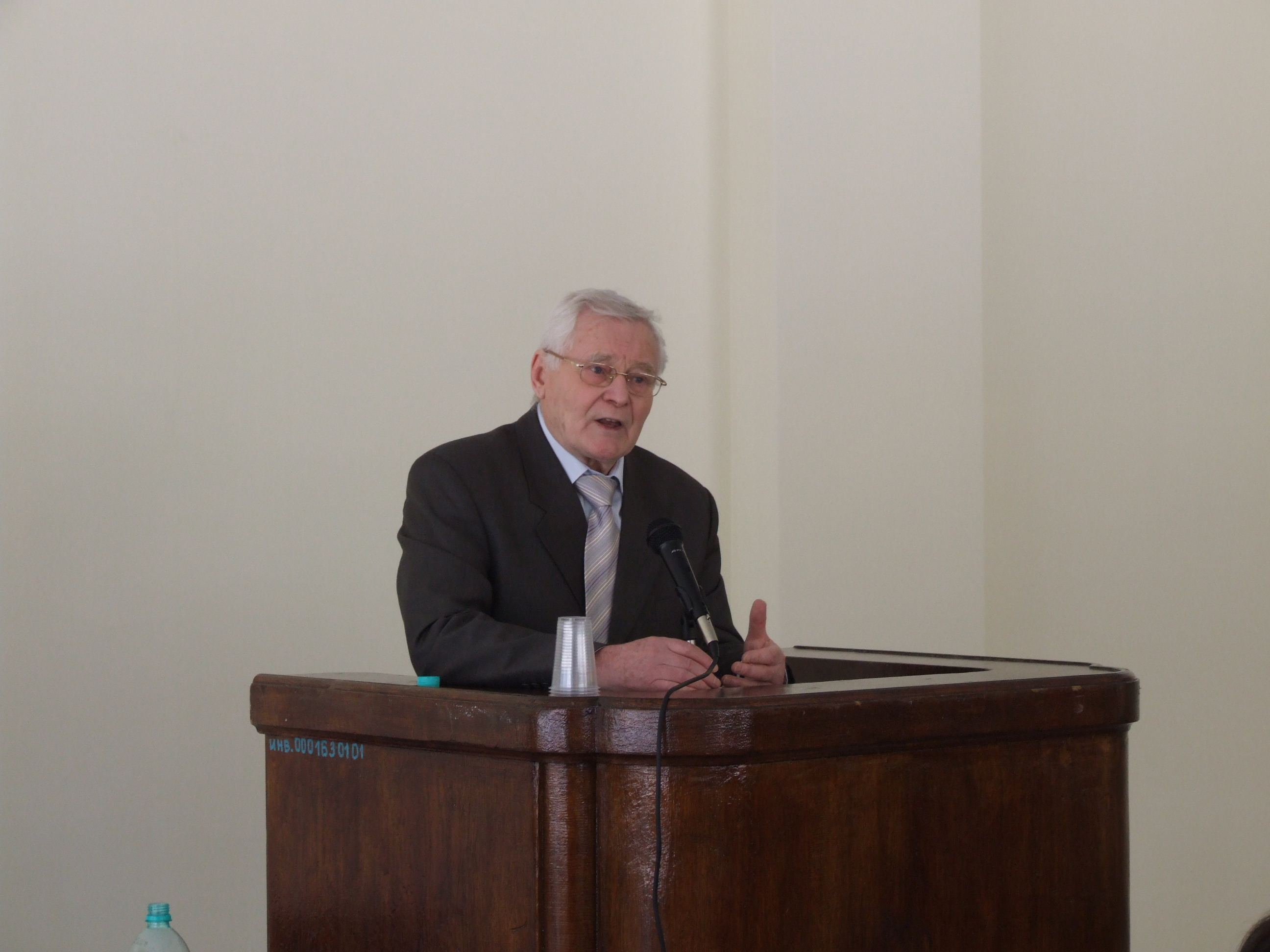
Кара-Мурза 6 марта 2012 года на методологическом семинаре ИИЕТ РАН.

Привлекался Администрацией президента России для чтения специальных лекций российским студентам. Как политолог выступал на слёте проправительственного молодёжного движения «Наши» на озере Селигер.
По состоянию на 2012 год — главный научный сотрудник Института социально-политических исследований РАН (ИСПИ РАН), профессор кафедры государственной политики факультета политологии МГУ имени М. В. Ломоносова.
С марта 2013 года является генеральным директором «Центра проблемного анализа и государственно-управленческого проектирования» (глава попечительского совета — В. И. Якунин), который осенью 2014 года переименован в Центр изучения кризисного общества.
Перу Кара-Мурзы принадлежит более 50 статей по химии, статьи по истории и методологии науки, науковедению, книги «Проблемы организации науки» (1981), «Основы науковедения» (1985, в соавторстве), «Технология научных исследований» (1989) и другие.

## Семья
Дед — Сергей Георгиевич Кара-Мурза, московский адвокат и театровед. Отец — Георгий Сергеевич Кара-Мурза, советский историк-китаевед.
Двоюродный брат члена Федерального политсовета Союза правых сил политолога Алексея Алексеевича Кара-Мурзы и телеведущего Владимира Алексеевича Кара-Мурзы, дядя журналиста и политика Владимира Владимировича Кара-Мурзы.
Дочь Дарья Кара-Мурза — научный работник, сын Георгий Кара-Мурза — художник, преподаватель РЭУ им. Г. В. Плеханова; есть также внук и внучка.
|                     |                     |                     |                     |                     |                     |  |  | Сергей Георгиевич (1878—1956) |                     |                     |                     |                     |                     |  |  |                      |                      |                      |                      |                      |                      |  |  |  |  |  |  |  |  |  |  |  |  |  |  |  |  |
|                     |                     |                     |                     |                     |                     |  |  |                               |                     |                     |                     |                     |                     |  |  |                      |                      |                      |                      |                      |                      |  |  |  |  |  |  |  |  |  |  |  |  |  |  |  |  |
|                     |                     |                     |                     |                     |                     |  |  |                               |                     |                     |                     |                     |                     |  |  |                      |                      |                      |                      |                      |                      |  |  |  |  |  |  |  |  |  |  |  |  |  |  |  |  |
| Георгий (1906—1945) | Георгий (1906—1945) | Георгий (1906—1945) | Георгий (1906—1945) | Георгий (1906—1945) | Георгий (1906—1945) |  |  | Алексей (1914—1988)           | Алексей (1914—1988) | Алексей (1914—1988) | Алексей (1914—1988) | Алексей (1914—1988) | Алексей (1914—1988) |  |  |                      |                      |                      |                      |                      |                      |  |  |  |  |  |  |  |  |  |  |  |  |  |  |  |  |
| Георгий (1906—1945) | Георгий (1906—1945) | Георгий (1906—1945) | Георгий (1906—1945) | Георгий (1906—1945) | Георгий (1906—1945) |  |  | Алексей (1914—1988)           | Алексей (1914—1988) | Алексей (1914—1988) | Алексей (1914—1988) | Алексей (1914—1988) | Алексей (1914—1988) |  |  |                      |                      |                      |                      |                      |                      |  |  |  |  |  |  |  |  |  |  |  |  |  |  |  |  |
|                     |                     |                     |                     |                     |                     |  |  |                               |                     |                     |                     |                     |                     |  |  |                      |                      |                      |                      |                      |                      |  |  |  |  |  |  |  |  |  |  |  |  |  |  |  |  |
| Сергей (род. 1939)  | Сергей (род. 1939)  | Сергей (род. 1939)  | Сергей (род. 1939)  | Сергей (род. 1939)  | Сергей (род. 1939)  |  |  | Алексей (род. 1956)           | Алексей (род. 1956) | Алексей (род. 1956) | Алексей (род. 1956) | Алексей (род. 1956) | Алексей (род. 1956) |  |  | Владимир (1959—2019) | Владимир (1959—2019) | Владимир (1959—2019) | Владимир (1959—2019) | Владимир (1959—2019) | Владимир (1959—2019) |  |  |  |  |  |  |  |  |  |  |  |  |  |  |  |  |
| Сергей (род. 1939)  | Сергей (род. 1939)  | Сергей (род. 1939)  | Сергей (род. 1939)  | Сергей (род. 1939)  | Сергей (род. 1939)  |  |  | Алексей (род. 1956)           | Алексей (род. 1956) | Алексей (род. 1956) | Алексей (род. 1956) | Алексей (род. 1956) | Алексей (род. 1956) |  |  | Владимир (1959—2019) | Владимир (1959—2019) | Владимир (1959—2019) | Владимир (1959—2019) | Владимир (1959—2019) | Владимир (1959—2019) |  |  |  |  |  |  |  |  |  |  |  |  |  |  |  |  |
|                     |                     |                     |                     |                     |                     |  |  |                               |                     |                     |                     |                     |                     |  |  | Владимир (род. 1981) |                      |                      |                      |                      |                      |  |  |  |  |  |  |  |  |  |  |  |  |  |  |  |  |

## Публицистика
Наиболее известен работами об обществе, особенно об общественном сознании. Является сторонником «советского проекта». Представитель левопатриотической мысли, защитник идеалов коллективизма, «традиционного» идеократического общества и рационального мышления. В целом Кара-Мурза положительно относится к историческому опыту СССР, критикуя марксизм с позиций, близких к Антонио Грамши и народничеству. Первые публикации в СМИ появились при активной поддержке В. В. Кожинова. В 1990-е годы регулярно публиковался в газете «Правда».
После распада СССР Кара-Мурза отмечал, что «советский образ жизни по главным показателям отвечал уровню самых развитых стран или превышал его».
Являясь противником внедрения в образовании западной системы школ двух коридоров (школ для элиты, получающей образование университетского типа и школ для массы, дающую «мозаичную культуру»), отстаивает единую общеобразовательную школу университетского типа, дающую целостное представление об окружающем нас мире (Советская цивилизация, том 2, 2001 год).
К числу фундаментальных публицистических работ Кара-Мурзы относятся: «Манипуляция сознанием», «Демонтаж народа», «Потерянный разум».
В 2001 года на страницах «Советской цивилизации» поддержал идеи Андрея Паршева, сформулированные в книге «Почему Россия не Америка»:

Книга эта стала широко известна, но главные её мысли отвергаются, часто даже с неподдельной страстью, антисоветскими интеллектуалами. Причина в том, что Паршев развенчивает одну из ключевых идей антисоветизма, согласно которой стоит только сбросить «железный занавес» и открыться мировому рынку, как в Россию хлынут иностранные инвестиции, и мы заживем, как на Западе. На деле Паршев только изложил на доступном языке и очень наглядно тот факт, который интенсивно изучается множеством экономистов с 90-х годов XIX века. Стоит только ввести в экономическую модель российского хозяйства географический фактор (климат и расстояния), как становится очевидной необходимость довольно высокой степени «закрытости» России от мирового рынка. Иначе не только иностранные инвестиции в Россию не «потекут», а и собственные ресурсы станут «утекать».
В 2003 году вышла книга Кара-Мурзы «Царь-холод, или Почему вымерзает Россия» (в соавторстве с С. Телегиным), в которой рассматриваются кризисная ситуация в теплоснабжении России и перспективы реформирования этой жизненно важной отрасли. Кара-Мурза приходит к выводу, что либеральные реформаторы не способны как создать новую систему теплоснабжения на рыночных началах, так и поддерживать работоспособность старой системы, унаследованной от СССР. Доктор экономических наук О. С. Пчелинцев назвал книгу «серьёзной работой».
Кара-Мурза критикует «насаждение» в России либеральных ценностей. Комментаторы Кара-Мурзы отмечают, в частности, следующее высказывание автора:

Свою приверженность ценностям иной культуры и цивилизации наши реформаторы оправдывают тем, что якобы либерализм — высшее достижение мировой культуры, что он основан на общечеловеческих ценностях и отвечает «естественным» потребностям человека. А Россия, мол, уклонилась от столбовой дороги цивилизации, и теперь ей приходится расплачиваться за свою ошибку и навёрстывать упущенное через болезненные реформы.
В рамках экспертной дискуссии «Проекты для России», проводимой «Российской газетой» в 2005 году, Кара-Мурза представил так называемый «Новый советский проект». В данной дискуссии автор, в частности, отметил, что шанс либерализации в стране утрачен и стоит оглянуться в прошлое. Кара-Мурза считает, что для России единственно возможным путём развития как в начале XX века, так и в настоящее время является советский проект. Политолог считает, что новый проект должны строить «люди, любящие СССР». Его оппонентами выступили, в частности, публицист националистического толка Егор Холмогоров и представитель партии «Союз правых сил» Леонид Гозман.
В 2007 году вышла статья Кара-Мурзы с заявлением, что Владимир Путин, несмотря на ряд нерешённых проблем, «стал символом России и выполнил необходимую для спасения страны миссию. Уже из-за этого он вошёл в число исторически значимых политиков, достойных памяти и уважения».
В 2009 году Кара-Мурза критикует курс экономического развития России:

Пока что мы питаемся трупом убитой советской системы. Никаких новых ресурсов, ничего нового не построили, ни одной большой системы создать взамен советской не удалось. Мы живём на нефти и газе, которые были разведаны, обустроены в советское время. И на газопроводах, которые построили.

17 января 2010 года прокуратура Нижегородского района города Нижнего Новгорода, по результатам рассмотрения обращения Л. Б. Левина о противоправных действиях составителя (С. Г. Кара-Мурза) и издателя (издательство «Алгоритм») книги «Евреи и социализм (200 лет вместе)», направило материалы проверки в следственный орган для решения вопроса об уголовном преследовании.
В период Евромайдана и событий на Украине конца 2013 — начала 2014 годов призывал рассматривать как предостережение для России, обращая внимание на схожесть проблем, характерных для российского и украинского общества. В современной политической жизни России он выступил за блок «красных и демократов», видя опасность для независимости страны в возможном сценарии «оранжевой революции»:

Репортажи с Майдана показывают, что масса его активистов мыслят упрощёнными понятиями, их установки архаичны. Их рассуждения лишены диалектики и меры, они сплочены исключительно «механической» солидарностью, их самосознание этноцентрично и не поднимается до уровня национального. Сложные ценностные категории не вмещаются в их когнитивную структуру. И они, и их сограждане-украинцы, думаю, этого не замечают, потому что все вовлечены в этот круговорот. Нам это лучше видно. И тут возникает тяжёлая мысль: мы не замечаем подобных явлений у себя самих! Мы ведь тоже в круговороте, пусть менее экстремальном и более медленном. Но если посмотреть на кризисную Украину как в зеркало, мы увидим наше лицо, которое по «структуре» очень похоже на то, что видели в реальности в эти четыре месяца на Майдане, в обществе и государстве.— Сергей Кара-Мурза. Украина как репетиция

### О приватизации
По мнению Кара-Мурзы, приватизация 1990-х годов «является самой крупной в истории человечества акцией по экспроприации… Это была военная операция, целью которой был демонтаж политической системы СССР».

### Взгляды на будущее развитие России
В 2010 году в книге «Россия: точка 2010, образ будущего и путь к нему» (в соавторстве с В. В. Патоковым) Кара-Мурза изложил проект будущего жизнеустройства России и проект перехода к нему. По его мнению, в России невозможно воспроизвести экономику западного типа с присущим ей образом жизни («общество потребления»). Авторы полагают, что это вызвано рядом причин (внешних и внутренних): в современной системе капитализма Россия не сможет занять место в центре, в лучшем случае она займёт место на периферии Западного мира (создав у себя уклад «периферийного капитализма»); Запад уже сложился как агрессивная капиталистическая цивилизация, ему невыгодно существование автономного капитализма, он стремится превратить зародыши такого капитализма в зоны «дополняющей экономики». Ко внутренним причинам авторы относят невозможность перестройки российской экономики (без её разрушения) в дееспособное рыночное хозяйство западного типа. Таким образом, по мнению авторов, следование текущему курсу реформ (экономическая доктрина, заданная в конце 1980-х — начале 1990-х) будет губительным для России.
Авторы пишут, что, несмотря на сравнительные улучшения в экономике в 2000-х годах (рост ВВП, объёмов производства и др.), не удалось остановить массивные негативные процессы, запущенные в 1990-е годы: износ основных фондов (в промышленности, сельском хозяйстве, транспорте, жилом фонде и коммунальной инфраструктуре) и деиндустриализацию. Однако власти, считают авторы, смогли притормозить и «подморозить» эти процессы.
С другой стороны, полагает Кара-Мурза, практически невозможен возврат к плановой экономике и принятие программы восстановления, подобной проводившейся в СССР после 1945 года. Причинами этого он называет подорванный научно-технический потенциал, сложность промышленных производств, наличие части общества (около 7—10 %), которая получила собственность через приватизацию и которая будет активно сопротивляться, наличие прослойки людей, которые стихийно противятся рынку, однако и не желают возвращения плановой экономики («это деморализованные люди, они наслаждаются хаосом и бездельем»), отсутствие объединяющей силы (типа тотальной партии). Поэтому, как считает Кара-Мурза, необходим некий «гибридный» проект.
По мнению Кара-Мурзы, после краха СССР, культурной травмы и социальных катаклизмов 1990-х годов российское общество оказалось рассыпанным, его поразили множество глубоких расколов, как вертикальных, так и горизонтальных, а социокультурные общности, державшие общество и составлявшие его костяк, были демонтированы. По его мнению, одними из важнейших угроз постсоветской России являются то, что он называет «демонтажом народа» и дезинтеграцией общества. Одним из главных расколов Кара-Мурза считает ценностный раскол.

## Комментарии, критика и отзывы
С. Миронин сделал ряд критических комментариев к работам С. Г. Кара-Мурзы в статье «Экономика Царской России».
Одним из частых комментаторов работ С. Г. Кара-Мурзы являлся постоянный автор «Политического журнала» Владимир Карпец.
Химик Александр Чижов негативно отозвался о мемуарах Кара-Мурзы:

Что касается других рассуждений на научные темы, то после слов «Для химика, по-моему, главное было — понять термодинамику» (с. 185) так и тянет ехидно добавить: «… и кинетику!». Не очень понятно, что мемуарист понимает под «системами знаний», которые «нам не давали» (с. 187). Далее на две страницы, идут общие и не слишком вразумительные рассуждения о методологических недостатках преподавания на Химфаке. С высказыванием, что «те книги, по истории химии, что я раньше [1990 г.] читал в СССР… к реальной истории химии имели мало отношения» (с. 188) редкий профессионал будет спорить. Это, пожалуй, не относится к заключительным страницам пятой главы (с. 212—215) о пользе ВИНИТИ вообще и Реферативного журнала «Химия» (РЖХим) в частности. Эмоциональные комплименты этому журналу и грубые выпады в адрес потенциальных оппонентов никак не могут оправдать главные недостатки РЖХима — безбожное отставание от оригинальных статей и неудобные указатели.

Сергей Семанов следующим образом критиковал книгу Кара-Мурзы «Евреи, диссиденты и еврокоммунизм»:

Ужасающая картина! Так и представляешь себе почтенного академика Игоря Ростиславовича, засевшего с кувалдой в руках около Останкино в ожидании Киселёва и его супруги-еврейки. Нет, и в самом деле надо было срочно принимать закон против экстремизма! Но если даже в Кремле жидкого Волошина однажды сменит его отдалённый родственник, новоявленный Ягода Енох Гершенович (Генрих Григорьевич), мы будем по-прежнему бороться за честь и достоинство России и её народа. Вместе с Сергеем Кара-Мурзой.

По мнению Александра Морозова, «Путинизм опирается на книги Николая Старикова и Сергея Кара-Мурзы, то есть на потоковые продукты политической мифологии».

## Основные работы
1981:
- Проблемы организации научных исследований. — М.: Наука. — 206 с. — 3300 экз.

1985:
- Кара-Мурза С. Г. и другие Основы науковедения. — М.

1989:
- Проблемы интенсификации науки: технология научных исследований. — М.: Наука. — 248 с. — 2300 экз.

1993:
- Что происходит с Россией? Куда нас ведут? Куда нас приведут?. — М.: Былина. — 64 с. — 10000 экз. — ISBN 5-88528-048-7.

1994:
- Вырвать электроды из нашего мозга. — М.: Паллада. — Вып. 2. — Серия «Что происходит с Россией?». — 80 с. — 20000 экз. — ISBN 5-900531-13-2 (ошибоч.).
- Официальное советское обществоведение и незнание общества, в котором мы живём.[45] — М.

1995:
- Евроцентризм — скрытая идеология перестройки.[46] (Переиздавалась как «Евроцентризм: эдипов комплекс интеллигенции».) — М.
- После перестройки. Интеллигенция на пепелище родной страны.[47] — М.: Былина. — 132 с. — 5000 экз.

1997:
- Научная картина мира, экономика и экология.[48] — М.: Аналитический центр по научной и промышленной политике. — 44 с. — 500 экз.

1998:
- Опять вопросы вождям.[49] — Киів.: Оріяни. — 496 с. — 10000 экз. — ISBN 966-7373-00-2.
- Продажа земли. Кто найдёт и кто потеряет? — М.: Былина. — 80 с. — 5000 экз. — ISBN 5-88528-241-2.

1999:
- История советского государства и права.[50]

2000:
- Зиновьев А. А., Ортис А. Ф., Кара-Мурза С. Г. Коммунизм. Еврокоммунизм. Советский строй. — М.: ИТРК. — 159 с.
- Манипуляция сознанием.[51] — М.: Алгоритм. — ISBN 5-9265-0003-6.

2001:
- Истмат и проблема Восток-Запад.[52] — М.: Алгоритм. — Серия «Тропы практического разума». — 256 с. — 5000 экз. — ISBN 5-9265-0046-4 (ошибоч.).
- Советская цивилизация: от начала до Великой Победы.[53] — М.: Алгоритм.
- Советская цивилизация: от Великой Победы до наших дней (книга вторая).[54] — М.: Алгоритм. — 688 с. — 5000 экз. — ISBN 5-9265-0046-2 (ошибоч.).

2002:
- Антисоветский проект. — М.: Алгоритм, Эксмо. — Серия «Тропы практического разума». — 288 с. — 5000 экз. — ISBN 5-9265-0063-0 (ошибоч.), ISBN 5-699-03787-X. Переиздано в 2003 году, в 2009 ISBN 5-9265-0588-4, в 2016 ISBN 978-5-906861-11-5.
- Кара-Мурза С. Г., в соавторстве. Белая книга. Экономические реформы в России 1991—2001.[55] — М.: Алгоритм. — 432 с. — 5000 экз. — ISBN 5-9265-0054-0.
- Гражданская война в России 1918—1921 гг. — урок для XXI века.[56]
- Евреи, диссиденты и еврокоммунизм.[57] — М.: Алгоритм. — Серия «Тропы практического разума». — 256 с. — 5000 экз. — ISBN 5-9265-0046-3 (ошибоч.).
- Евроцентризм — эдипов комплекс интеллигенции. — М.: Алгоритм, Эксмо. — Серия «Тропы практического разума». — 256 с. — 5100 экз. — ISBN 5-9265-0046-5 (ошибоч.), ISBN 5-699-00277-4.
- Идеология и мать её наука.[58] — М.: Алгоритм, Эксмо. — Серия «Тропы практического разума». — 256 с. — 5000 экз. — ISBN 5-9265-0046-6 (ошибоч.), ISBN 5-699-00103-4.
- Краткий курс манипуляции сознанием. — М.: Алгоритм, Эксмо. — Серия «Тропы практического разума». — 288 с. — 5000 экз. — ISBN 5-9265-0046-9 (ошибоч.), ISBN 5-699-03554-0.
- Совок вспоминает…[59] — М.: Алгоритм. — Серия «Тропы практического разума». — 256 с. — 5000 экз. — ISBN 5-9265-0046-7 (ошибоч.).
- Советская цивилизация (книга первая). От начала до Великой победы. — М.: Алгоритм. — 528 с. — 5000 экз. — ISBN 5-9265-0003-6 (Переиздание).
- Столыпин — отец русской революции.[60] — М.: Алгоритм. — Серия «Тропы практического разума». — 256 с. — 5000 экз. — ISBN 5-9265-0046-8 (ошибоч.).

2003:
- Гражданская война 1918—1921. Урок для XXI века. — М.: Алгоритм, Эксмо. — Серия «Тропы практического разума». — 256 с. — 3000 экз. — ISBN 5-9265-0063-1 (ошибоч.), ISBN 5-699-03171-5.
- Покушение на Россию. — М.: Русский дом. — 256 с. — 5000 экз. — ISBN 5-901505-05-0.
- Кара-Мурза С. Г., Телегин С. А. Царь-холод, или Почему вымерзает Россия.[61] — М.: Алгоритм. — Серия «Национальный интерес». — 272 с. — 3000 экз. — ISBN 5-9265-0114-8. Переиздано в 2004 году.

2004:
- Кара-Мурза С. Г. и др. Антимиф. Поваренная книга манипулятора. Деконструкция мифов современной России. — М.: Известия. — 328 с. — 3500 экз. — ISBN 5-206-00646-7.
- Манипуляция сознанием. Учебное пособие. — М.: Алгоритм. — 528 с. — 3000 экз. — ISBN 5-9265-0121-0 (Переиздание).
- Кара-Мурза С. Г., Телегин С. А. Неполадки в русском доме. — М.: Алгоритм. — Серия «Горячая линия». — 448 с. — 3000 экз. — ISBN 5-699-09616-7.
- Кара-Мурза С. Г., Телегин С. А. Царь-Холод. Почему вымерзают русские. — М.: Эксмо. — Серия «Горячая линия». — 384 с. — 3100 экз. — ISBN 5-699-05048-5 (Переиздание).

2005:
- Второе предупреждение. Неполадки в русском доме (сборник статей). — М.: Алгоритм, Эксмо. — Серия «Текущий момент». — 384 с. — 5000 экз. — ISBN 5-699-13274-0, ISBN 978-5-699-13274-4.
- Первое предупреждение. Неполадки в русском доме. — М.: Алгоритм. — Серия «Текущий момент». — 352 с. — 4100 экз. — ISBN 5-699-14313-0.
- Потерянный разум.[62] — М.: Алгоритм. — Серия «Политический бестселлер». — 704 с. — 3000 экз. — ISBN 5-9265-0159-8.
- Экспорт революции. Ющенко, Саакашвили….[63] — М.: Алгоритм. — Серия «Народ против». — 528 с. — 5000 экз. — ISBN 5-9265-0197-0.

2006:
- Оппозиция как теневая власть. — М.: Алгоритм. — Серия «Тайны современной политики». — 368 с. — 4000 экз. — ISBN 5-9265-0251-9.
- Оппозиция: выбор есть. — М.: Алгоритм. — Серия «Тайны современной политики». — 368 с. — 4000 экз. — ISBN 5-9265-0264-0.
- Революции на экспорт. — М.: Алгоритм, Эксмо. — Серия «Политический бестселлер». — 528 с. — 4000 экз. — ISBN 5-699-15642-9.

2007:
- Кара-Мурза С. Г. и др. В поисках потерянного разума, или Антимиф-2. — М.: Самотёка. — 400 с. — 2000 экз. — ISBN 978-5-901-83848-3 (ошибоч.).
- Демонтаж народа. — М.: Алгоритм. — Серия «Политический бестселлер». — 704 с. — 11000 экз. — ISBN 978-5-9265-0385-9.
- Матрица «Россия». — М.: Алгоритм. — Серия «Старая гвардия». — 320 с. — 5000 экз. — ISBN 978-5-9265-0415-3.

2008:
- Маркс против русской революции. — М.: Яуза, Эксмо. — Серия «Кара-Мурза. Манипуляция сознанием». — 320 с. — 6100 экз. — ISBN 978-5-699-25734-8.
- Кара-Мурза С. Г. и др. Коммунизм и фашизм: братья или враги?. — М.: Яуза-пресс. — Серия «Кара-Мурза. Манипуляция сознанием». — 608 с. — 5000 экз. — ISBN 978-5-903339-03-7.
- Советская цивилизация: от начала до наших дней.
- Кара-Мурза С. Г., Батчиков С. А., Глазьев С. Ю. Куда идёт Россия. Белая книга реформ. — М.: Алгоритм. — Серия «Политический бестселлер». — 448 с. — 4000 экз. — ISBN 978-5-9265-0619-5.
- Оранжевая мина. — М.: Алгоритм. — Серия «Южная Русь». — 240 с. — 4000 экз. — ISBN 978-5-9265-0560-0.
- Кара-Мурза С. Г., Волков С., Галковский Д., Зыкин Д., Миронин С., Скорынин Р., Федотова П. Что для России лучше? — М.: Самотёка. — 368 с. — 2000 экз. — ISBN 978-5-901-838-40-8 (ошибоч.).

2009:
- Кара-Мурза С. Г., Мусиенко С. Г. Куда идём? Беларусь, Россия, Украина. — М.: Алгоритм. — Серия «Политический бестселлер». — 432 с. — 5000 экз. — ISBN 978-5-699-35865-6.
- Власть манипуляции. — М.: Академический проект. — Серия «Политические технологии». — 380 с. — ISBN 978-5-8291-1154-0.
- Кого будем защищать? — М.: Алгоритм, Эксмо. — Серия «Если завтра война». — 256 с. — 4000 экз. — ISBN 978-5-699-38398-6.
- Россия и Запад: парадигмы цивилизации. — М., 2009. Второе издание — 2013 год (изд-во Академический проект, ISBN 978-5-8291-1429-9).
- Евреи и социализм. — М.: Алгоритм. — 240 с. — 4000 экз. — ISBN 978-5-9265-0680-5.

2010:
- Кого будем защищать? — М.: Алгоритм, Эксмо. — Серия «Политический бестселлер». — 256 с. — 4000 экз. — ISBN 978-5-699-42080-3 (Переиздание).
- Кто такие русские. — М.: Алгоритм, Эксмо. — Серия «Политические расследования». — 240 с. — 4000 экз. — ISBN 978-5-699-43873-0.
- Правильная революция! — М.: Алгоритм, Эксмо. — Серия «Советский проект». — 336 с. — 4000 экз. — ISBN 978-5-699-40633-3.
- Кара-Мурза С. Г., Патоков В. В. Россия: точка 2010, образ будущего и путь к нему. — М. — Серия «Общественный диалог». — 116 с.
- Россия под ударом. Угрозы русской цивилизации. — М.: Яуза-пресс. — Серия «Проект „Россия“». — 384 с. — 4000 экз. — ISBN 978-5-9955-0132-9.
- Россия при смерти? Прямые и явные угрозы. — М.: Яуза-пресс. — Серия «Россия под ударом». — 448 с. — 4000 экз. — ISBN 978-5-9955-0146-6.
- Кара-Мурза С. Г., Аксёненко С. И. Советский порядок. — М.: Алгоритм, Эксмо. — Серия «Советский проект». — 240 с. — 3500 экз. — ISBN 978-5-699-42105-3.
- Кара-Мурза С. Г., Осипов Г. В. СССР — цивилизация будущего. Инновации Сталина. — М.: Эксмо, Яуза-пресс. — 320 с. — 4000 экз. — ISBN 978-5-699-39647-4.

2011:
- Кремль. Отчёт перед народом. — М.: Алгоритм. — Серия «Проект „Путин“». — 256 с. — 5000 экз. — ISBN 978-5-4320-0016-3.
- Кризисное обществоведение. Часть 1.[64] — М.: Научный эксперт. — 464 с. — 5000 экз. — ISBN 978-5-91290-119-5.
- Манипуляции продолжаются. Стратегия разрухи. — М.: Алгоритм. — Серия «Политические тайны XXI века». — 352 с. — 6500 экз. — ISBN 978-5-4320-0058-3.
- Оппозиция, или Как противостоять Путину? — М.: Алгоритм. — Серия «Политический бестселлер». — 304 с. — 7000 экз. — ISBN 978-5-4320-0061-3.
- Ошибка Столыпина. Премьер, перевернувший Россию. — М.: Алгоритм, Эксмо. — Серия «Политический бестселлер». — 224 с. — 6000 экз. — ISBN 978-5-699-52044-2.
- Россия не Запад, или Что нас ждёт. — М.: Алгоритм, Эксмо. — Серия «Политический бестселлер». — 256 с. — 3000 экз. — ISBN 978-5-699-50582-1.

2012:
- Народное хозяйство СССР. — М.: Алгоритм. — 480 с. — 2000 экз. — ISBN 978-5-4438-0039-4.
- Угрозы России: Точка невозврата. — М.: Эксмо. — Серия «Политический бестселлер». — 592 с. — 3000 экз. — ISBN 978-5-699-56030-1.
- Кризисное обществоведение[65]. Часть вторая. Курс лекций. — М.: Научный эксперт. — 384 с. — 2000 экз. — ISBN 978-5-91290-142-3.
- Русская матрица. Будет ли перезагрузка? — М.: Алгоритм, Эксмо. — Серия «Политические расследования». — 240 с. — 4000 экз. — ISBN 978-5-699-54884-2.

2013:
- Аномия в России: Причины и проявления. — М.: Научный эксперт. — 259 с. — 1500 экз. — ISBN 978-5-91290-195-9.
- Крах СССР. — М.: Алгоритм. — 448 с. — 2000 экз. — ISBN 978-5-4438-0214-5.
- Русский коммунизм. Теория, практика, задачи. — М.: Алгоритм. — 256 с. — 2000 экз. — ISBN 978-5-4438-0313-5.
- Между идеологией и наукой. — М.: Научный эксперт. — 184 с. — 500 экз. — ISBN 978-5-91290-215-4.
- Спасти Россию. Как нам выйти из кризиса. — М.: Алгоритм, 2013. — 272 с. — (Как Путину обустроить Россию). — 2000 экз. — ISBN 978-5-4438-0410-1.
- Общество знания: история модернизации на Западе и в СССР. — М.: Либроком, 2013. — 368 с. — ISBN 978-5-397-01410-6. (в соавторстве с Г. В. Осиповым).
- Общество знания: Переход к инновационному развитию России. — М.: Либроком, 2013. — 368 с. — ISBN 978-5-397-03101-1. (в соавторстве с Г. В. Осиповым).
- Деградация функции сохранения: жилищный фонд как пример большой технико-социальной системы[66] / Доклады Центра проблемного анализа и государственно-управленческого проектирования. — Вып. 8. — М.: Научный эксперт. — 48 с. — 200 экз. — ISBN 978-5-91290-230-7.
- Состояние социокультурной общности «промышленные рабочие»: условие новой индустриализации и модернизации России[67] / Доклады Центра проблемного анализа и государственно-управленческого проектирования. Вып. 5 (недоступная ссылка). — М.: Научный эксперт. — 80 с. — 200 экз. — ISBN 978-5-91290-223-9.

2014:
- Лекции по политологии. — Москва, Научный эксперт, 2014. — 304 с. — ISBN 978-5-91290-230-7 (в составе коллектива авторов, руководитель авторского коллектива — В. И. Якунин).
- Кара-Мурза С. Г., Куропаткина О. В. Нациестроительство в современной России. — М.: Алгоритм: Научный эксперт. — 408 с. — 2000 экз. — ISBN 978-5-91290-217-8.
- Кризис культуры[68] / Доклады Центра проблемного анализа и государственно-управленческого проектирования. — Вып. 9. — М.: Научный эксперт, 2014. — 80 с. — 200 экз. — ISBN 978-5-91290-218-5.
- Реформа: от народного здравоохранения — к продаже медицинских услуг[69] / Доклады Центра проблемного анализа и государственно-управленческого проектирования. — Вып. 10. — М.: Научный эксперт, 2014. — 88 с. — 200 экз. — ISBN 978-5-91290-218-5.
- Гражданская война в России. — М.: Алгоритм, 2014. — 320 с. — 2000 экз. — ISBN 978-5-699-71816-0, ISBN 978-5-4438-0731-7.
- Русский путь. Вектор, программа, враги. — М.: Алгоритм, 2014. — Серия «Битва за Россию». — 208 с. — 2000 экз. — ISBN 978-5-4438-0819-2.

2015:
- Манипуляция сознанием. Век XXI. — М.: Алгоритм, 2015. — 464 с. — 1500 экз. — ISBN 978-5-9905288-5-7.

2016:
- 5 ошибок Столыпина. «Грабли» русских реформ. — М.: Алгоритм, 2016. — 224 с. — 1500 экз. — ISBN 978-5-906842-22-0.
- Дорога в СССР. Как «западная» революция стала русской. — М.: Алгоритм, 2016. — Серия «Революция и мы». — 208 с. — 1500 экз. — ISBN 978-5-906861-97-9.
- Путин и оппозиция. Когда они сразятся на равных. — М.: Алгоритм, 2016. — Серия «Проект „Путин“». — 240 с. — ISBN 978-5-906880-35-2.
- Российское обществоведение: становление, методология, кризис. — М.: Алгоритм, 2016. — ISBN 978-5-906880-42-0

2020:
- Матрица. История русских воззрений на историю товарно-денежных отношений. — М.: Алисторус, 2020. — ISBN 978-5-907255-46-3

## Статьи
- О финансировании научной единицы. // Труды XII научной конференции аспирантов и младших научных сотрудников ИИЕиТ АН СССР — М.: ВИНИТИ, 1970
- О формализованной оценке деятельности исследователей. // Вестник Академии наук СССР, 1975, № 11
- Научный потенциал исследовательского учреждения и концепция научного центр // Вестник Академии наук СССР, № 1, 1977. — С.62.[70]
- Зиневич Ю. А., Микулинский С. Р., Кара-Мурза С. Г., Ярошевский М. Г. Об ускорении включения молодых специалистов в активную научную деятельность // Вестник АН СССР, № 10, 1977. С.61.
- Технология научных исследований. Изучение создания и распространения аффинной хроматографии с помощью Science Citation Index. // Научно-техническая информация. Сер.1. — 1979. — № 1. — C. 7-12.
- Создание и распространение новой технологии исследований — важная функция учёного. // Вестник АН СССР. — 1980. — № 4. — С. 54-61.
- Цитирование в науке и подходы к оценке научного вклада // Вестник АН СССР. — 1981. — № 5. — С.68-75.[71]
- Сотрудничество академий // Вестник АН СССР, № 4, 1982. — С.112.
- Кара-Мурза С. Г., Рожков С. А. Использование формализованных методов при выявлении и оценке новых научных направлений // Вестник АН СССР. — 1984. — № 8. — С. 44-56.
- Наука и кризис цивилизации. // Вопросы философии, № 9, 1990 г.
- Застой в фундаментальных исследованиях: поиск путей преодоления ошибок // Вестник АН СССР, № 4, 1989, С.31.[72]
- С. Кара-Мурза, М. Ормигон, Д. Пискунов. Идеология и наука — не антиподы // Общественные науки и современность. 1991. № 5.C. 91
- Трагические ошибки честных демократов: или почему обречена либеральная реформа в России // Alma Mater. — 1992. — № 7-9. — С.62-70.
- Айзатулин Т., Кара-Мурза С. У края бездны // Природа и человек. — 1993. — № 4. — С. 4-7.
- Айзатулин Т. А., Кара-Мурза С. Г., Тугаринов И. А. Идеологическое влияние европоцентризма // Социологические исследования. — 1995. — № 4. С. 27-33.
- Интеллигенция на пепелище родной страны // Наш современник. 1997. № 1,2.
- Открытость глобальному рынку: экономическая и виртуальная реальность // Философия хозяйства: Альманах Центра общественных наук и экономического факультета МГУ. — 1999. — № 4. — С. 58-68.
- Открытость глобальному рынку: экономическая и виртуальная реальность // Вестник Московского экономического института. — 2000. — № 1. — С. 35-40.
- Страница истории перевёрнута // Наш современник. 2000. № 6.
- Социальные функции науки в условиях кризиса // Науковедение. 2000. № 2. С. 38-49.[73]
- Битва с призраком. Политический класс — от незнания реальности к её отрицанию // Политический журнал, № 12 (15), 5 апреля 2004
- Рецензия на книгу: Коровицына Н. В. С Россией и без неё: восточноевропейский путь развития // Социологические исследования. 2004. — № 8. — С. 149—152.
- Императив перехода к инновационному развитию: состояние на старте // Социально-гуманитарные знания. — 2008. — № 2. — С.28-42.
- Россия: кризис мировоззренческой основы общества // Социально-гуманитарные знания. — 2008. — № 5. — С.3-16.
- Запаса прочности у России осталось на пять лет //www.kp.ru, 16.06.2003[10].
- Под хруст французской булки. Короткая память — срочная национальная проблема // Политический журнал, № 29 (32), 16 августа 2004
- Наука для глобальной экономики или для жизни? // Российский Химический Журнал. Том LI. 2007, № 3
- Кара-Мурза С.Г. От просвещения к мракобесию // Газета.ру. — 2009. — Декабрь.
- Распад социальных связей привёл наше общество в крайне болезненное состояние // KMnews, 05 января 2011 года
- Конфликт ценностей в постсоветской России // centero.ru, 12 мая 2014.
- Откуда и куда мы идём?? 19 мая 2023